# Jean Petit (théologien)
Pour les articles homonymes, voir Petit et Jean Petit.
Jean Petit (en latin Johannes Parvus), né vers 1360 dans le Pays de Caux (à Brachy), mort le 15 juillet 1411 à « Hesdin » (l'actuel Vieil-Hesdin), est un théologien français, professeur de l'Université de Paris, rendu célèbre par le discours de justification qu'il fit de l'assassinat du duc Louis d'Orléans commis par des hommes de main de Jean sans peur, duc de Bourgogne (23 novembre 1407).

## Biographie
Il est né dans le Pays de Caux, dans la seigneurie de Bacqueville-en-Caux appartenant à la vieille famille locale des Martel de Basqueville, qui furent ses premiers protecteurs et qu'ils célébra dans plusieurs poèmes. Il vint faire ses études à l'Université de Paris (au collège du Trésorier, qui dépendait de l'archevêché de Rouen) et est signalé comme maître ès arts en 1385. Il était prêtre du diocèse de Rouen avant 1389. Il était déjà au service du duc de Bourgogne, Philippe II de Bourgogne, vers 1392, peut-être parce qu'il avait de la famille en territoire bourguignon.
Il participa, comme délégué de l'Université, à la grande ambassade qui se rendit à Avignon en 1395 (dirigée par les trois princes principaux de la famille royale, les ducs d'Orléans, de Bourgogne et de Berry) ; il en revint très hostile au pape Benoît XIII, qui avait traité les représentants de l'Université de Paris avec dédain. Il fut licencié en théologie en mai 1400, docteur en 1402. Le 17 mai et le 7 juin 1406, étant recteur de l'Université, il prononça devant le Conseil royal, puis devant le Parlement, des discours demandant que la soustraction d'obédience à Benoît XIII en matière financière, décidée par une assemblée des évêques français en juillet 1398, soit appliquée, qu'une lettre de l'Université de Toulouse, qui traitait de crime la soustraction d'obédience, soit condamnée, que l'Église de France soit délivrée des exactions de la cour pontificale. À l'assemblée du clergé de novembre suivant, il prononça d'autres discours dans le même sens, dont l'un s'étala sur deux jours (avec interruptions et dialogues), et où il s'en prenait à Benoît XIII et à ses représentants avec une verve sans retenue (le pape « a tête de mule », ses procureurs sont « merdaille », ils « rifflent tout ce qu'ils peuvent riffler » etc.).
D'avril à août 1407, il participa à la grande ambassade envoyée, d'abord à Marseille auprès de Benoît XIII, ensuite à Rome auprès de Grégoire XII, pape nouvellement élu, pour tenter d'obtenir la cession des deux rivaux ; la délégation, dirigée par Simon de Cramaud, comprenait trente-six ambassadeurs (quatre cents personnes en tout), et des tensions s'y firent rapidement jour : un groupe, composé notamment de Pierre d'Ailly, de Jean de Gerson, de Jacques de Nouvion (principal secrétaire de l'ambassade, et appartenant à la maison du duc d'Orléans), se montrait beaucoup mieux disposé à l'égard de Benoît XIII. Pendant le séjour de l'ambassade à Rome, le 20 juillet, Jean Petit prononça un discours au Capitole devant les représentants du peuple romain.
Le 23 novembre suivant, le duc d'Orléans fut assassiné à Paris. Dès le surlendemain, à la réunion extraordinaire du Conseil royal, le duc de Bourgogne avoua ouvertement aux autres princes qu'il avait commandité cet acte. Le 26, quand il voulut se présenter au Conseil, il fut invité à se retirer, et saisi de crainte, il quitta Paris à cheval avec six de ses hommes. Arrivé à Lille, où il se trouvait encore le 12 décembre, il y réunit ses conseillers, tant clercs que laïcs et se dit grandement réconforté par leur appui. Il alla alors tenir une grande assemblée à Gand, et y fit prononcer une première justification de l'assassinat par son conseiller Simon de Saulx, abbé de Moutiers-Saint-Jean : selon Enguerrand de Monstrelet, elle ressemblait beaucoup à celle que devait prononcer ensuite Jean Petit, mais n'a pas été conservée.
Cependant à Paris, les autres princes se résolurent rapidement à composer avec le puissant duc de Bourgogne. Dès la mi-janvier 1408, Louis II d'Anjou et le Jean Ier de Berry rencontraient Jean sans Peur à Amiens. Ce dernier se vanta devant eux de son acte comme d'un service rendu à l'État, et il fit soutenir cette prétention par une demi-douzaine de théologiens et de juristes, dont Simon de Saulx et, cette fois, Jean Petit. Ce fut donc, oralement, la deuxième justification, et elle fut faite publiquement, « en la présence des seigneurs et du commun d'Amiens ». Les échanges entre les princes furent tendus, mais ils décidèrent que Jean sans Peur viendrait s'expliquer à Paris.
Le duc prépara soigneusement son apologie. Dans les derniers jours de février, il en conféra à Laon et à Senlis avec plusieurs théologiens et juristes, dont Jean Petit, et Pierre-aux-Bœufs (un autre théologien). Le texte définitif devait être prêt quand il fit son entrée à Paris le 28 février, avec une puissante escorte. La séance du Conseil royal consacrée à la justification, très soigneusement organisée, eut lieu le 8 mars dans la grand-salle de l'Hôtel Saint-Pol, en présence de tous les principaux princes et seigneurs de France et d'une députation officielle de la bourgeoisie parisienne et de l'Université. L'orateur Jean Petit s'adressa à l'assemblée depuis une estrade ; il commença à dix heures du matin et parla pendant quatre heures ; le discours était largement un réquisitoire contre le duc d'Orléans et ses « crimes » de lèse-majesté, qui selon l'orateur justifiait le meurtre. C'était une longue apologie du tyrannicide.
Aussitôt la séance terminée, Jean sans Peur ordonna la reproduction en nombreux exemplaires et la large diffusion du texte du discours. Jean Petit supervisa lui-même cette reproduction, avec des exemplaires de luxe et des exemplaires à bon marché, ce pour quoi il reçut une rétribution de 36 livres tournois le 28 juillet suivant. Il devint d'ailleurs maître des requêtes de l'hôtel du duc, et sa pension fut doublée. Les partisans du duc d'Orléans durent attendre le départ de Paris de Jean sans Peur en juillet (parti défendre son beau-frère le prince-évêque de Liège contre ses sujets révoltés) pour organiser une riposte : la veuve, Valentine Visconti, arriva à Paris le 27 août, et une assemblée se tint le 11 septembre 1408 dans la grand-salle du Louvre, avec à peu près les mêmes que le 8 mars, où Thomas du Bourg, abbé de Cerisy, prononça un discours prenant le contre-pied de celui de Jean Petit, dénonçant le crime du duc de Bourgogne et réclamant un châtiment.
Jean Ier de Bourgogne, revenu à Lille en octobre, y appela Jean Petit et le chargea de faire une réponse à ce discours. Le duc avait sans doute l'intention de lui faire lire son texte à Paris, où il arriva le 10 novembre avec une grosse escorte armée. Mais le 4 décembre mourait à Blois la veuve Valentine Visconti (la « déguerpie dudit envieux d'Orléans », selon l'expression de Jean Petit). Les négociations reprirent, et le 9 mars 1409, à Chartres, les enfants du duc d'Orléans faisaient la paix avec l'assassin de leur père. Mais Jean Petit ne s'en tint pas quitte, et au cours de 1409 il développa sa réponse au discours de l'abbé de Cerisy (Seconde justification du duc de Bourgogne, texte semble-t-il non diffusé, dont on conserve l'original à la Bibliothèque royale de Bruxelles et une copie à la Bibliothèque nationale de France, où le théologien se laisse aller, bien plus que dans le premier discours dont la rédaction avait été collective et contrôlée, à sa verve populaire : l'abbé de Cerisy est un « vieux abbé enfumé, becjaune et glorieux cornard », sa manière de répondre est « barateuse, tricheresse et déshonorante », etc.).
Ce texte ayant été remisé sans publication dans la bibliothèque du duc de Bourgogne, Jean Petit, qui tenait à sa cause, écrivit dans le courant 1410 un autre texte plus court sur le même sujet, le Traité encontre les édifieurs de sépulcres (manuscrit conservé aux archives de la Côte-d'Or) : dans ce développement confus, les « édifieurs de sépulcres », ce sont les Juifs, qui avaient édifié les sépulcres des prophètes contre la nouvelle loi de Jésus-Christ.
Il semble que le duc de Bourgogne ait voulu l'éloigner de la pleine lumière, et il ne lui accorda d'ailleurs aucun bénéfice ecclésiastique important : il serait mort, le 15 juillet 1411, « dedans l'hôtel » d'un hôpital d'une petite ville, apparemment Hesdin. Cependant la controverse autour de lui ne cessa pas avec sa mort. En 1413, après le départ de Jean sans Peur de Paris (22 août) et l'écrasement de la révolte des Cabochiens par les Armagnacs, Jean de Gerson, dans un sermon prononcé devant le roi le 4 septembre, dénonça sept propositions du discours de Jean Petit comme hérétiques et scandaleuses ; le roi ordonna à l'évêque de Paris, Gérard de Montaigu, et à l'Inquisiteur de France de les examiner et de trancher (7 octobre). Les deux responsables religieux rassemblèrent soixante théologiens qui tinrent cinq sessions du 30 novembre 1413 au 23 février 1414 (ce qu'on appelle traditionnellement le « concile de la foi »). Finalement neuf propositions supposées être extraites du discours furent solennellement condamnées, et on ordonna d'en brûler tous les exemplaires ; tous les fidèles devaient les apporter s'ils en avaient sous peine d'excommunication, et le dimanche 25 février un grand bûcher fut dressé sur le parvis Notre-Dame. La même cérémonie fut renouvelée un mois après. Le 16 mars, le roi enjoignit par lettres à tous les évêques et juges ecclésiastiques de s'assurer de la disparition de tous les exemplaires du discours, avec châtiments pour les récalcitrants.
En mars, le duc de Bourgogne fit appel de la condamnation devant le pape Jean XXIII, qui nomma trois cardinaux pour examiner l'affaire. De l'autre côté, Jean de Gerson et les ambassadeurs du roi Charles VI portèrent l'affaire devant le concile de Constance (ouvert le 1er novembre 1414). Mais en février 1415, le parti royal et le parti bourguignon parvinrent à un accord (« paix d'Arras »), qui stipulait, sur cette affaire, que chacun gelait ses démarches ; quant à Jean XXIII, il rompit le 20 mars avec le concile de Constance et s'enfuit. Mais Jean de Gerson s'entêta et voulut faire condamner par le concile les propositions dénoncées dans le discours de Jean Petit. Jean sans Peur répondit par une lettre où il déclarait condamner les idées dénoncées, mais affirmait qu'elles n'étaient pas contenues dans le discours. Les trois cardinaux chargés du dossier convoquèrent l'évêque de Paris, qui ne vint pas, et en conséquence ils cassèrent sa décision, tout en déclarant explicitement qu'ils n'approuvaient pas les propositions qu'il avait condamnées. Finalement, la quinzième session du concile de Constance, le 6 juillet 1415, se borna à une condamnation générale du tyrannicide, sans citer Jean Petit ni son discours.
Après la reprise de Paris par les Bourguignons (29 mai 1418), la condamnation de Jean Petit fut cassée et il fut réhabilité (3 novembre 1418). Le fameux discours, en principe disparu sur le territoire sous administration royale, ne fut évidemment pas détruit dans les domaines bourguignons. Il reparut reproduit approximativement dans la Chronique d'Enguerrand de Monstrelet (commencée vers 1422). Il est d'autre part conservé dans huit manuscrits indépendants (cinq à Paris, deux à Bruxelles et un à Vienne).

## LaJustification du duc de Bourgogne

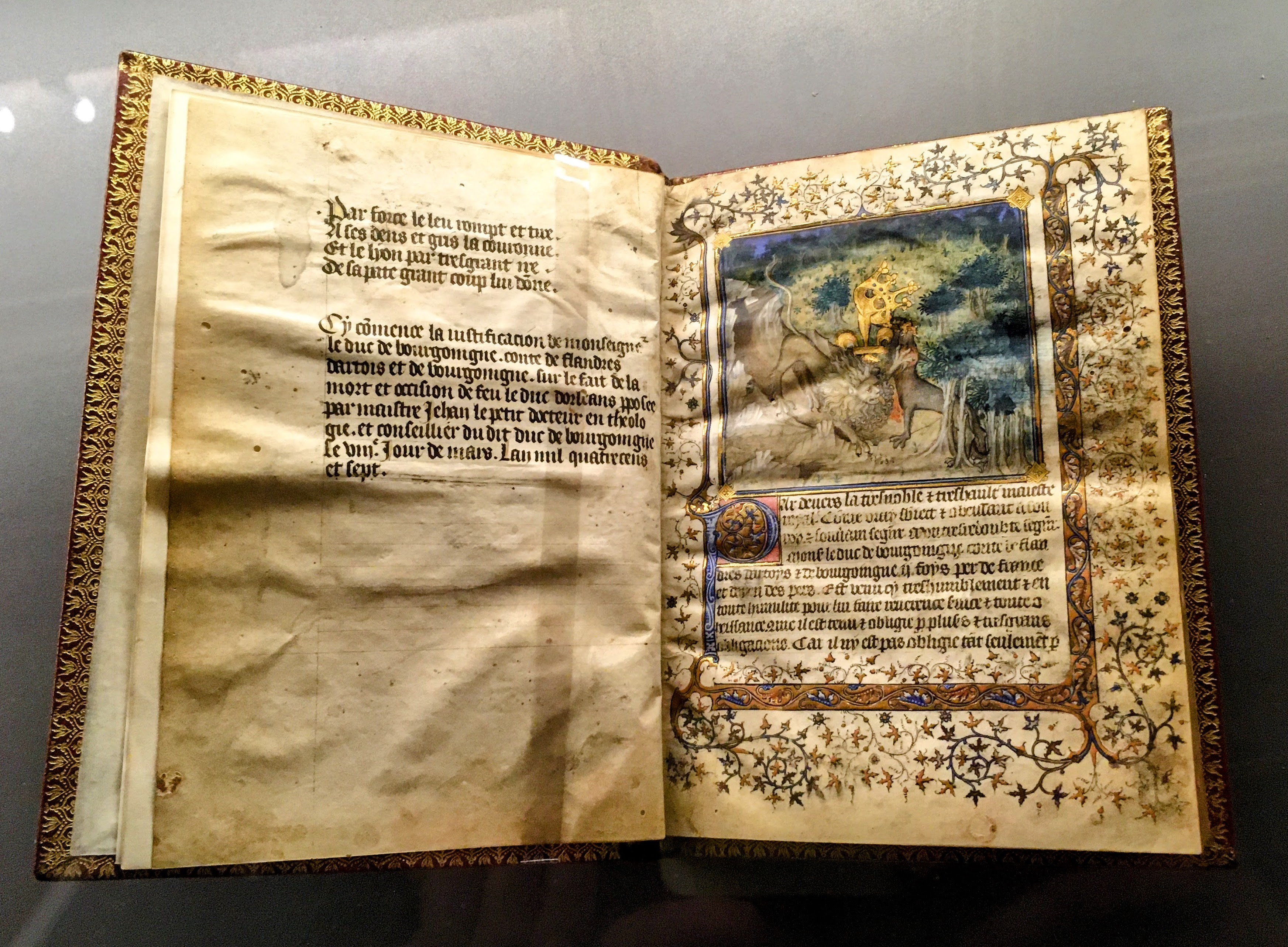
Manuscrit de la Justification du duc de Bourgogne, un des quatre exemplaires commandés par le duc, Musée Condé, Ms.878.

- Le prologue, selon la tradition des sermons, part d'une citation scripturaire : « Radix omnium malorum cupiditas » (1 Tim., 6:10). Ensuite il pose un syllogisme : c'est non seulement un droit, mais un devoir, de mettre à mort un tyran ; or Louis Ier d'Orléans était un véritable tyran ; donc, le duc de Bourgogne n'est pas coupable, mais il a même fait œuvre méritoire et rempli son devoir envers le roi en supprimant Orléans.
- Pour la première partie, s'il abuse de citations de la Bible, d'Aristote, de saint Augustin, de saint Thomas d'Aquin, il a valablement pour lui Cicéron (De officiis : « Est-il devenu un vrai criminel, celui qui a tué un tyran, fût-il son ami? Tel n'est pas l'avis du peuple romain, qui, parmi toutes les actions d'éclat, estime que c'est la plus belle »), Sénèque, Jean de Salisbury (Policratique : « Tuer un tyran n'est pas seulement un acte permis, mais un acte équitable et juste [...] S'il est permis de flatter et de duper le tyran, il est honorable de le tuer »), Boccace (De casibus : « Contre le mauvais prince, le tyran qui est un ennemi, conspirer, tendre des pièges, opposer la force virile, c'est d'une grande âme, c'est œuvre simple et tout à fait nécessaire. Presque aucune offrande n'est mieux reçue de Dieu que le sang d'un tyran »).
- Cependant, le cas du duc d'Orléans correspond-il à la figure traditionnelle du tyran qu'avaient en vue ces auteurs? Jean Petit accuse le duc de lèse-majesté, d'abus de pouvoir, de cupidité et de tentatives de régicide. D'abord, il aurait usé de sorcellerie. Le premier sortilège est très développé : un moine, un chevalier, un écuyer et un valet se rendirent nuitamment, avec une épée, un badelaire (sorte de sabre) et un anneau, à la tour de Montjaye, près de Lagny ; sur une hauteur voisine, le moine traça un cercle, s'agenouilla tout nu au milieu et invoqua les diables ; deux diables apparurent et ensorcelèrent les trois objets, devenus écarlates ; puis les conjurés allèrent dépendre un cadavre au gibet de Montfaucon, le portèrent chez le chevalier, mirent l'anneau dans sa bouche, et épée et badelaire « lui fichèrent au corps parmi le fondement jusqu'à la poitrine » ; ensuite ils confectionnèrent une poudre avec les os et les poils du pendu, et cette poudre et les trois objets furent donnés au duc pour qu'il s'en serve contre le roi (le duc devait garder la poudre sous sa chemise, contre sa peau)[10]. Il y eut encore d'autres sortilèges, comme celui de la branche de cornouiller dont le porteur faisait ce qu'il voulait de toutes les femmes qu'il rencontrait, ou la fois où le roi et le duc étaient à Neaufles, chez la reine Blanche, et que le duc jeta une poudre blanche sur le rôti prévu pour le roi, que l'aumônier du roi toucha le rôti, puis mangea du pain sans se laver les mains, et « chut pâmé » et mourut peu après. Il y eut bien sûr aussi l'affaire du bal des ardents, où Jean Petit voit une machination du duc. Quant aux griefs politiques : le duc s'est efforcé de brouiller le roi et la reine Isabeau ; il a conspiré avec Henri IV d'Angleterre pour renverser Richard II d'Angleterre, gendre du roi ; il a soutenu l'antipape Benoît XIII pour obtenir de lui la déchéance du roi et de sa postérité ; pendant 15 ans, il a mis le pays en coupe réglée, tant le trésor royal que les particuliers.
- Jean Petit conclut en disant que le duc de Bourgogne se réserve de déclarer en temps et lieu bien d'autres crimes commis par l'odieux Orléans mais que ceux qu'il vient d'exposer suffisent amplement à prouver que Jean sans Peur n'a aucun blâme à recevoir mais doit même être chaudement remercié et récompensé par le roi.

## Œuvres
- La disputoison des pastourelles (1388), poème dramatique en 1 860 vers octosyllabiques à rimes plates, où l'auteur a la vision de neuf jeunes bergères vierges défendant la croyance en l'Immaculée-Conception contre neuf vieilles femmes laides (édition partielle : Denis Hüe, « De la disputatio à l'effusio », in L'économie du dialogue dans l'ancien théâtre européen, édition Jean-Pierre Bordier, Paris, H. Champion, 1999, p. 69-87).
- Le Livre du champ d'or et des trois nobles marteaux (1389), poème en 3 052 vers à la gloire de la dynastie des Martel de Basqueville (seigneurs de Bacqueville-en-Caux, son pays natal), interprétation allégorique de leurs armes.
- Le Livre du miracle de Basqueville-la-Martel (non daté, 2 412 vers ; plus de la moitié tiré du Trésor de la foi de Jean Chapuis).
- La vie monseigneur saint Léonard (non daté, 702 vers, célébration de saint Léonard, patron des Martel de Basqueville).
- La Complainte de l'Église (1392, 328 vers, dénonciation du Grand schisme d'Occident). ces textes sont édités par P. Le Verdier : Le livre du champ d'or et autre poèmes inédits / par Mr Jean Le Petit,... ; publiés avec introduction, notes et glossaires Société Rouennais de Bibliophiles, 1895.

## Édition
- Amédée Hellot (éd.), Nobles et vilains. Les Prouesses des Martel. Le Miracle de Basqueville-la-Martel, d'après les poésies inédites de Jean Petit, Paris, E. Dumont, 1894.
- Pierre Gabriel Le Verdier (éd.), Le Livre du champ d'or et autres poèmes inédits, par Me Jean Petit, Rouen, Société rouennaise de bibliophiles, 1895.